# Zórách ben Méir
Zórách ben Méir Kum Kadis magyarországi rabbi. Prágában született, innen került Magyarországba. Rohoncon volt tanító. Ócar hachájim című vallástani könyve Prágában jelent meg 1832-ben.